# New Media and Communication Technology
New Media and Communication Technology, is een Engelse benaming voor de studierichting Multimedia en communicatietechnologie aan de  Hogeschool West-Vlaanderen te Kortrijk. Deze naam werd toegevoegd in september 2009 om in internationaal verband beter herkenbaar te zijn.